# S.H.I.E.L.D.
S.H.I.E.L.D. là tổ chức gián điệp hư cấu, chuyên bảo vệ pháp luật và là cơ quan chống khủng bố xuất hiện trong truyện tranh của Mỹ, được xuất bản bởi Marvel Comics. Được tạo ra bởi Stan Lee và Jack Kirby trong Strange Tales #135 (tháng 8 năm 1965).